# Chazé-sur-Argos
Chazé-sur-Argos là một xã thuộc tỉnh Maine-et-Loire trong vùng Pays de la Loire phía tây nước Pháp. Xã này nằm ở khu vực có độ cao trung bình 32 mét trên mực nước biển.